# Mesquita d'al-Juyuixí
La mesquita al-Juyuixí (àrab: الجامع الجيوشى, al-jāmiʿ al-juyūxī, 'mesquita [de l'emir o comandant] dels exèrcits') fou construïda per Badr al-Jamalí, que exercia d'amir al-juyuix ('emir o comandant dels exèrcits') en època del Califat Fatimita, en un extrem del turó d'al-Mukattam per tal d'assegurar una bona vista sobre el Caire. Fou acabada sota el patrocini del califa al-Mustànsir.

## Característiques

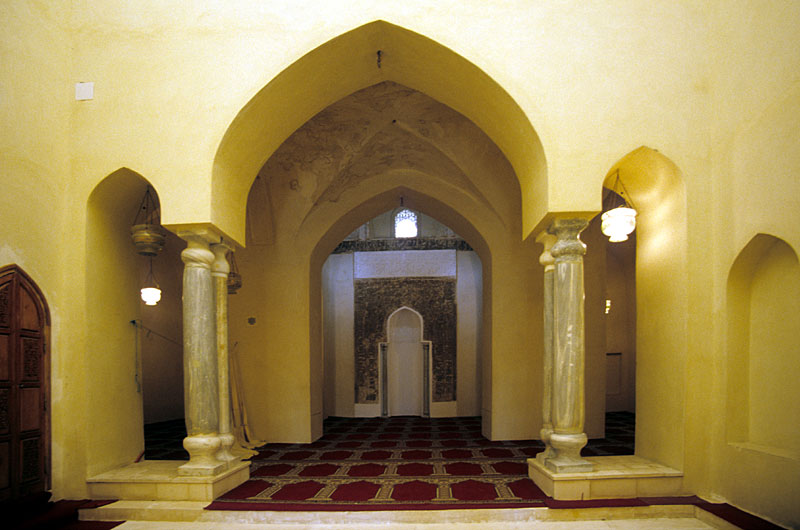
Interior restaurat

La base de la mesquita té una inscripció que identifica l'estructura com a màixhad (àrab: مشهد, maxhad, 'santuari'). Té una cúpula i un minaret i, al centre de l'edifici, hi ha un petit pati. L'entrada és una porta al minaret situat sobre la sala d'oració. Hi ha 2 habitacions, una a cada costat del minaret. El minaret actua com un eix rectangular amb una segona part que recula, per sobre de la qual hi ha una cúpula similar a la del mihrab; està decorat amb cornises mocàrabs. Una característica sorprenent de l'interior és el mihrab, que està emmarcat per un panell de bandes alternatives d'inscripcions alcoràniques i fulles arabesques, tot en estuc tallat. Aquesta edificació també va ser coneguda com un monument de la victòria que commemorava la restauració de l'ordre del visir Badr al-Jamalí per a l'imam al-Mustànsir.
Al segle xx, la mesquita estava en ruïnes. Fou reconstruïda per la comunitat Dawoodi Bohra sota la direcció de Syedna Mohammad Burhanuddin, utilitzant elements arquitectònics d'altres estructures fatimites d'Egipte com indicis sobre com desenvolupar-la.